# Yves Esquieu
Pour les articles homonymes, voir Esquieu.
Yves Esquieu (né le 14 juin 1943) est un archéologue français.

## Biographie
En 1970, Yves Esquieu fait partie des membres fondateurs du GRECE. En 1975, il soutient sa thèse sous la direction de Marcel Durliat.
Il est professeur de l'histoire de l'art et d'archéologie médiévale à l'université de Provence.
Il est spécialiste des quartiers canoniaux, de l'habitat et de la ville au Moyen Âge et de l'archéologie du bâti. Il a notamment conduit des fouilles à Viviers qui ont permis de découvrir les restes d'une place et de base de colonne d'une villa romaine.

## Publications
Yves Esquieu est l'auteur, seul ou en collaboration, de plusieurs ouvrages et de dizaines d'articles, tant de recherche que de popularisation, en particulier :
- Yves Esquieu (dir.), Du gothique à la Renaissance. [I], Architecture et décor en France (1470-1550) : actes du colloque de Viviers, 20-23 septembre 2001, Publications de l'Université de Provence, 2003, 318 p. (ISBN 978-2-85399-538-2).
- Yves Esquieu, Une histoire du carreau-mosaïque, REF2C, 2013, 192 p. (ISBN 978-2918582175).
- Yves Esquieu, Une histoire de l'architecture : programmes, techniques, styles, REF.2C, 2018, 487 p. (ISBN 978-2-918582-29-8).
- Yves Esquieu, Christian Trézin et Martine Vasselin-Casals, La Maison des chevaliers : une demeure dans son histoire à Viviers, Les Éditions du Chassel, coll. « Ardèche Histoire », 2019, 400 p. (ISBN 9791090929104).